# Żywki
Żywki (niem. Siewken, 1945–1947 Siewki) – wieś w Polsce, położona w województwie warmińsko-mazurskim, w powiecie giżyckim, w gminie Kruklanki.
| SIMC    | Nazwa      | Rodzaj     |
| ------- | ---------- | ---------- |
| 0761667 | Wyrzywilki | część wsi  |
| 0761673 | Żywki Małe | przysiółek |

W latach 1975–1998 miejscowość administracyjnie należała do województwa suwalskiego.
Żywki to mała wieś położona nad jeziorem o tej samej nazwie. Przepływa przez nią rzeka Sapina. Miejscowość położona jest około 5 km od Kruklanek. Około 15 km dalej mieści się Puszcza Borecka. 20 km od Żywek jest miasto Giżycko.
W miejscowości znajdował się przystanek kolejowy Żywki, zlikwidowany w 1945 r.
We wsi dwuskrzydłowy dwór i ozdobna brama folwarczna.